# 扇ひろ子
扇 ひろ子（おうぎ ひろこ、本名：田辺 博美、1945年2月14日 - ）は、日本の演歌歌手、女優である。既婚。

## 経歴
広島県広島市段原中町（現：南区段原）生まれ。生後6ヶ月を目前にした1945年8月6日、爆心地から約2キロの自宅で被爆、父を亡くした。25歳だった母は、新しい男と結婚するため、子どもを四国愛媛県の祖父母に預け、祖母の籍に入れた。このため9歳まで愛媛で育ち、その後、再会した母とともに大阪に出て9歳から大阪市西区で育った。母とは戸籍上は姉妹だった。
幼い頃から歌好きの母に連れられ、ABC朝日放送の童謡の合唱団に入り、その後は歌謡学院などで歌う。
相愛高等学校卒業後の1963年、日本コロムビアと契約。1964年8月6日の広島平和記念式典で石本美由紀作詞の「原爆の子の像」をデビュー曲として歌った。千羽鶴を折りながら原爆症で亡くなった佐々木禎子をしのぶこの歌は原爆遺児の一人として歌いたかったという。しかし、版権を広島市に寄贈したため、公式デビュー曲は同年発売の「赤い椿の三度笠」となる。同年、同じ日本コロムビアから、小林幸子、都はるみがデビュー、このため会社としての扇の推しは全くなかったという。
1965年に「哀愁海峡」、1967年に「新宿ブルース」が大ヒットして第一線に出た。まだ地名入りの歌が無い頃で、「新宿以外の地方の人は買わないだろう、それに暗い歌」等とコロムビアの会議で揉めたが、哀愁を帯びた歌は大ヒットし、ご当地ソングの先駆けとなった。同曲は1968年時点で90万枚を売り上げ、この年流行した「ブルースもの」の歌謡曲の中でも最大のヒットになったとされる。
NHK紅白歌合戦に2回出場という実績を持つ（詳細は下記参照）。
また、女優としても活躍し、1969年に石井輝男監督に誘われ、日活『昇り竜 鉄火肌』の主演を始め、任侠映画の女侠客役を主に映画にも多数出演。任侠映画では、東映の藤純子（現：富司純子）、大映の江波杏子と共に「日活の扇ひろ子」として人気を博す。他、1971年の東宝『闇の中の魑魅魍魎』（中平康監督）や1972年の東映女囚さそりシリーズ第1作『女囚701号/さそり』（主演：梶芽衣子）の準主役の女囚役などが有名。
1972年に「鹿島密夫とダイナ・ショウ」の18歳年上の鹿島密夫と結婚。鹿島の姉が経営するアラモアナの和風レストラン「浅草」を応援するためハワイへ。店勤めが2、3年続いたが、経営が芳しくなく解雇され帰国。五反田の自宅マンションを抵当に入れ、旧月世界通りにレストランを出すが2年で閉店。鹿島が外に女性をつくり、店の後始末には知らん顔したことに、堪忍袋の緒が切れて、1976年に離婚。借金は6000万円を超えていて、マンションも差し押さえ。当時所属の第一プロが高利貸しに借りていた借金を肩代わりし、残りの借金は扇が働いて返済することになった。やがてマネージャーとして第一プロから送られたのが後に夫となる10歳年下の男性で、1986年に男性が円満退社し、同年4月に明治神宮で挙式。独立事務所「オフィス扇ひろ子」を夫と設立。
1980年、『タモリのオールナイトニッポン』で、扇の曲「新宿ゴールデン街」（ビクター・1975年発売）のレコードを、通常の45回転から33回転に変えたらオカマのような声になると話題となり、同年にレコードが再発売され（レコード品番はオリジナル盤が旧ロゴ・黒レーベルのSV-1248、再発盤が現ロゴ・オレンジレーベルのSV-7003）、有線放送で1位になった。
現在も全国各地のホール、温泉場などで公演を続けている。近年は自身も被爆者手帳を持ち被爆体験も持つことから、前述の「原爆の子の像」や、美空ひばりが第一回の広島平和音楽祭で歌ったことで知られる「一本の鉛筆」などの反戦歌なども歌っている。
2012年7月7日、広島市文化交流会館で開催されたNHK広島放送局主催の「いのちのうた2012　ヒロシマから明日へのメッセージ」に石井竜也らと共に出演。
2013年5月16日放映の「木曜8時のコンサート〜名曲!にっぽんの歌〜」（テレビ東京）に出演。
2021年4月26日には、都内ホテルにて「扇ひろ子　歌手生活55周年記念ディナーショー」が行われ、園まり・佐々木新一らのゲストも参加した。

## 主な出演

### 映画
- 太陽に突っ走れ （1966年、東映） - 本人
- 純情二重奏 （1967年）
- 明治血風録 鷹と狼 （1968年）
- 昇り竜 鉄火肌 （1969年）
- めくらのお市 地獄肌 （1969年）
- 博徒無情 （1969年）
- 昇り竜 やわ肌開張 （1969年）
- 姐御 （1969年）
- 朱鞘仁義 鉄火みだれ桜 （1969年）
- 朱鞘仁義 お命頂戴 （1969年）
- 斬り込み （1970年）
- 闇の中の魑魅魍魎 （1971年）
- 女囚701号/さそり （1972年）
- ロスト・ラブ －あぶら地獄－ （1974年）
- 夏の別れ（1981年）

### 舞台
- 竜小太郎 全国特別公演（2008年4月、シアター1010）
- 竜小太郎 新春ゆめまち華舞台（2015年1月、浅草ゆめまち劇場）

### テレビドラマ
- 琴姫七変化　第97・98話（1962年）乗松ひろみ名儀
- いかすぜ珍商売（フジテレビ）
- 特別機動捜査隊（NET）
  - 第234話「故郷は美くし」（1966年）
  - 第319話「おんなのブルース」（1967年） - ひろ子
- 木枯し紋次郎 第9話「湯煙に月は砕けた」（1972年、フジテレビ） - お久
- 弥次喜多隠密道中 最終話「恐怖の銅山-宇和島-」（1972年、日本テレビ）
- 水戸黄門 第8部 第5話「秘密を握られた男-清水-」（1977年8月15日、TBS） - お仙 ※ 扇ひろ子名義

### ドラマ以外のテレビ番組
- オールスター家族対抗歌合戦（フジテレビ）
- 木曜8時のコンサート〜名曲!にっぽんの歌〜（テレビ東京）
- NHK歌謡コンサート（NHK総合）
- BS日本のうた（NHK-BS2、NHK BSプレミアム）
- 昭和歌謡大全集（テレビ東京）
- 第45回年忘れにっぽんの歌（テレビ東京、2012年12月31日）
- クイズ!脳ベルSHOW（BSフジ）
- 武田鉄矢の昭和は輝いていた（BSテレ東、2021年11月19日）

他、数々の歌番組に出演。

### ラジオ番組
- 扇ひろ子のいい歌・花扇（東海ラジオ）
- アントンひろ子のあじざんまい（ラジオ日本、2016年2月 - 2018年9月） - アントニオ古賀と共演
- ひろ子とみどりのミュージックサロン（ラジオ日本、2018年10月 - ） - 小松みどりと共演

### その他
- 日本歌手協会創立50周年記念　歌謡フェスティバル（ゆうぽうと、2013年11月22日）

## ディスコグラフィ

### シングル
| #  | 発売日          | 曲順 | タイトル                           | 作詞                | 作曲         | 編曲         | レーベル        | 規格品番   |
| -- | --------------- | ---- | ---------------------------------- | ------------------- | ------------ | ------------ | --------------- | ---------- |
| 1  | 1964年 8月5日   | A面  | 赤い椿の三度笠                     | 石本美由起          | 遠藤実       | 安藤実親     | 日本 コロムビア | SAS-294    |
| 1  | 1964年 8月5日   | B面  | 姫様やくざ                         | 石本美由起          | 遠藤実       | 安藤実親     | 日本 コロムビア | SAS-294    |
| 2  | 1964年 11月     | A面  | 人生おんな坂                       | 石本美由起          | 遠藤実       | 遠藤実       | 日本 コロムビア | SAS-377    |
| 2  | 1964年 11月     | B面  | 哀愁街道                           | 石本美由起          | 遠藤実       | 安藤実親     | 日本 コロムビア | SAS-377    |
| 3  | 1965年 2月      | A面  | 振袖仁義                           | 西沢爽              | 遠藤実       | 安藤実親     | 日本 コロムビア | SAS-422    |
| 3  | 1965年 2月      | B面  | むすめ流れ旅                       | 西沢爽              | 遠藤実       | 安藤実親     | 日本 コロムビア | SAS-422    |
| 4  | 1965年 4月      | A面  | 哀愁海峡                           | 西沢爽              | 遠藤実       | 遠藤実       | 日本 コロムビア | SAS-464    |
| 4  | 1965年 4月      | B面  | 赤いなぎさ                         | 西沢爽              | 遠藤実       | 遠藤実       | 日本 コロムビア | SAS-464    |
| 5  | 1965年 6月      | A面  | 湯の町つばめ                       | 西沢爽              | 遠藤実       | 遠藤実       | 日本 コロムビア | SAS-509    |
| 5  | 1965年 6月      | B面  | おわかれ柳                         | 西沢爽              | 遠藤実       | 遠藤実       | 日本 コロムビア | SAS-509    |
| 6  | 1965年 7月      | A面  | 原爆の子の像                       | 石本美由起          | 遠藤実       | 遠藤実       | 日本 コロムビア | SAS-517    |
| 6  | 1965年 7月      | B面  | 平和のともし灯                     | 石本美由起          | 遠藤実       | 遠藤実       | 日本 コロムビア | SAS-517    |
| 7  | 1965年 9月      | A面  | 浪花化粧                           | 関沢新一            | 遠藤実       | 遠藤実       | 日本 コロムビア | SAS-566    |
| 7  | 1965年 9月      | B面  | 恋すがた祇園町                     | 関沢新一            | 遠藤実       | 遠藤実       | 日本 コロムビア | SAS-566    |
| 8  | 1965年 11月     | A面  | 女の影法師                         | 西沢爽              | 和田香苗     | 和田香苗     | 日本 コロムビア | SAS-607    |
| 8  | 1965年 11月     | B面  | 女は夢がほしいのよ                 | 西沢爽              | 和田香苗     | 和田香苗     | 日本 コロムビア | SAS-607    |
| 9  | 1966年 3月      | A面  | 浮草哀歌                           | 南葉二              | 不詳         | 山田宗次郎   | 日本 コロムビア | SAS-669    |
| 9  | 1966年 3月      | B面  | 女のひとりごと                     | 大矢弘子            | 和田香苗     | 塩瀬重雄     | 日本 コロムビア | SAS-669    |
| 10 | 1966年 4月      | A面  | 未練の涙                           | 関沢新一            | 古賀政男     | 佐伯亮       | 日本 コロムビア | SAS-691    |
| 10 | 1966年 4月      | B面  | にくいひと                         | 関沢新一            | 古賀政男     | 佐伯亮       | 日本 コロムビア | SAS-691    |
| 11 | 1966年 7月      | A面  | 追憶の涙                           | 関沢新一            | 市川昭介     | 市川昭介     | 日本 コロムビア | SAS-737    |
| 11 | 1966年 7月      | B面  | 温泉小唄                           | 島来展也            | 平川英夫     | 平川英夫     | 日本 コロムビア | SAS-737    |
| 12 | 1966年 11月     | A面  | オランダ屋敷の花                   | 西條八十            | 古賀政男     | 佐伯亮       | 日本 コロムビア | SAS-796    |
| 12 | 1966年 11月     | B面  | 笹舟日記                           | 関沢新一            | 古賀政男     | 佐伯亮       | 日本 コロムビア | SAS-796    |
| 13 | 1966年 12月     | A面  | あいうえお小唄                     | 石本美由起          | 市川昭介     | 河村利夫     | 日本 コロムビア | SAS-806    |
| 13 | 1966年 12月     | B面  | 浮草の宿                           | 石本美由起          | 市川昭介     | 市川昭介     | 日本 コロムビア | SAS-806    |
| 14 | 1967年 3月      | A面  | 新宿ブルース                       | 滝口暉子            | 和田香苗     | 和田香苗     | 日本 コロムビア | SAS-855    |
| 14 | 1967年 3月      | B面  | 悪いひとよあなた                   | 南葉二              | 和田香苗     | 和田香苗     | 日本 コロムビア | SAS-855    |
| 15 | 1967年 6月      | A面  | 哀愁椿                             | 西沢爽              | 山路進一     | 山路進一     | 日本 コロムビア | SAS-902    |
| 15 | 1967年 6月      | B面  | 夜が泣かせるの                     | 時枝文雄            | 宇津木浩     | 河村利夫     | 日本 コロムビア | SAS-902    |
| 16 | 1967年 8月      | A面  | 女のブルース                       | 丘灯至夫            | 和田香苗     | 河村利夫     | 日本 コロムビア | SAS-929    |
| 16 | 1967年 8月      | B面  | 愛されたいの                       | 丘灯至夫            | 和田香苗     | 河村利夫     | 日本 コロムビア | SAS-929    |
| 17 | 1967年 11月     | A面  | いろは小唄                         | 石本美由起          | 市川昭介     | 市川昭介     | 日本 コロムビア | SAS-981    |
| 17 | 1967年 11月     | B面  | 爪をかむ女                         | 石本美由起          | 市川昭介     | 河村利夫     | 日本 コロムビア | SAS-981    |
| 18 | 1968年 2月1日   | A面  | ネオン・ブルース                   | 滝口暉子            | 和田香苗     | 和田香苗     | 日本 コロムビア | SAS-1034   |
| 18 | 1968年 2月1日   | B面  | むらさきの夜                       | 石本美由起          | 和田香苗     | 只野通泰     | 日本 コロムビア | SAS-1034   |
| 19 | 1968年 4月      | A面  | カスバの女                         | 大高ひさを          | 久我山明     | 和田香苗     | 日本 コロムビア | SAS-1070   |
| 19 | 1968年 4月      | B面  | 夢は夜ひらく                       | 中村泰士 富田清吾   | 曽根幸明     | 和田香苗     | 日本 コロムビア | SAS-1070   |
| 20 | 1968年 6月      | A面  | みれん海峡                         | 西沢爽              | 和田香苗     | 和田香苗     | 日本 コロムビア | SAS-1115   |
| 20 | 1968年 6月      | B面  | 流れる女                           | 西沢爽              | 和田香苗     | 和田香苗     | 日本 コロムビア | SAS-1115   |
| 21 | 1968年 8月      | A面  | 花のしずく                         | 西條八十            | 和田香苗     | 和田香苗     | 日本 コロムビア | SAS-1167   |
| 21 | 1968年 8月      | B面  | なみだ川                           | 宮敏緒              | 花木章吾     | 小谷充       | 日本 コロムビア | SAS-1167   |
| 22 | 1968年 11月     | A面  | 泪のブルース                       | 山口洋子            | 山本丈晴     | 河村利夫     | 日本 コロムビア | SAS-1202   |
| 22 | 1968年 11月     | B面  | 女ひとりの夜                       | 山口洋子            | 山本丈晴     | 河村利夫     | 日本 コロムビア | SAS-1202   |
| 23 | 1968年 12月     | A面  | 泣き女                             | 丘灯至夫            | 和田香苗     | 和田香苗     | 日本 コロムビア | SAS-1210   |
| 23 | 1968年 12月     | B面  | 嫌よ今夜は帰さない                 | 滝口暉子            | 和田香苗     | 只野通泰     | 日本 コロムビア | SAS-1210   |
| 24 | 1969年 2月      | A面  | 済んでしまったの…                  | 滝口暉子            | 和田香苗     | 和田香苗     | 日本 コロムビア | SAS-1250   |
| 24 | 1969年 2月      | B面  | 銀座ワルツ                         | 山口洋子            | 和田香苗     | 和田香苗     | 日本 コロムビア | SAS-1250   |
| 25 | 1969年 6月1日   | A面  | 仁義                               | 丘灯至夫            | 和田香苗     | 和田香苗     | 日本 コロムビア | SAS-1283   |
| 25 | 1969年 6月1日   | B面  | 東京三度笠                         | 丘灯至夫            | 和田香苗     | 和田香苗     | 日本 コロムビア | SAS-1283   |
| 26 | 1969年 7月      | A面  | 別府ブルース                       | 藤浦洸              | 服部良一     | 只野通泰     | 日本 コロムビア | SAS-1311   |
| 27 | 1969年 9月      | A面  | 女                                 | 西沢爽              | 和田香苗     | 小谷充       | 日本 コロムビア | SAS-1337   |
| 27 | 1969年 9月      | B面  | 函館の夜                           | 西沢爽              | 和田香苗     | 小谷充       | 日本 コロムビア | SAS-1337   |
| 28 | 1969年 10月     | A面  | 札幌の夜                           | 吉岡治              | 和田香苗     | 只野通泰     | 日本 コロムビア | SAS-1342   |
| 29 | 1970年 1月      | A面  | 女のみだれ花                       | 丹古晴己            | 紺野章       | 池田孝       | 日本 コロムビア | SAS-1375   |
| 29 | 1970年 1月      | B面  | ひとりぼっちの唄                   | 丹古晴己            | 紺野章       | 池田孝       | 日本 コロムビア | SAS-1375   |
| 30 | 1971年 6月25日  | A面  | 傷心                               | 鳥井実              | 猪俣公章     | 竹村次郎     | MCA レコード    | E-1030     |
| 30 | 1971年 6月25日  | B面  | 新宿さすらい女                     | 岸田淳平            | 鈴木征一     | 小杉仁三     | MCA レコード    | E-1030     |
| 31 | 1974年 6月      | A面  | 緋牡丹ブルース                     | 吉川静夫            | 渡久地政信   | 寺岡真三     | ビクター        | SV-1188    |
| 31 | 1974年 6月      | B面  | 北の渡世人                         | 吉川静夫            | 渡久地政信   | 船木謙一     | ビクター        | SV-1188    |
| 32 | 1974年 9月      | A面  | 女と港町                           | 滝口暉子            | 関戸公明     | 藤田はじめ   | ビクター        | SV-1198    |
| 32 | 1974年 9月      | B面  | 甘い生活                           | たかたかし          | 四方章人     | 藤田はじめ   | ビクター        | SV-1198    |
| 33 | 1975年 9月      | A面  | 新宿ゴールデン街                   | 山口洋子            | あかのたちお | あかのたちお | ビクター        | SV-1248    |
| 33 | 1975年 9月      | B面  | 女の子守唄                         | 山口洋子            | 猪俣公章     | あかのたちお | ビクター        | SV-1248    |
| 34 | 1977年 12月     | A面  | 女の恋唄                           | 倉田洋子            | 渡久地政信   | あかのたちお | ビクター        | SV-6336    |
| 34 | 1977年 12月     | B面  | 他人顔                             | 足立貞敏            | 渡久地政信   | あかのたちお | ビクター        | SV-6336    |
| 35 | 1978年 5月      | A面  | 他人町                             | 宇山清太郎          | 鈴江文人     | 寺岡真三     | ビクター        | SV-6422    |
| 35 | 1978年 5月      | B面  | 悔やみ節                           | 宇山清太郎          | 鈴江文人     | あかのたちお | ビクター        | SV-6422    |
| 36 | 1979年 3月      | A面  | 赤い靴の旅                         | ちあき哲也          | 森田公一     | 高田弘       | ビクター        | SV-6562    |
| 36 | 1979年 3月      | B面  | 道案内                             | 浅木しゅん          | 仲田修子     | 神保正明     | ビクター        | SV-6562    |
| 37 | 1979年 7月      | A面  | にがい酒                           | 吉田旺              | 岡千秋       | 近藤進       | ビクター        | SV-6612    |
| 37 | 1979年 7月      | B面  | みれん夜曲                         | 吉田旺              | 岡千秋       | 近藤進       | ビクター        | SV-6612    |
| 38 | 1981年 3月      | A面  | 新宿宵待草                         | いではく            | 遠藤実       | 京建輔       | ビクター        | SV-7092    |
| 38 | 1981年 3月      | B面  | 女の舟唄                           | 白鳥園枝            | 遠藤実       | 京建輔       | ビクター        | SV-7092    |
| 39 | 1982年 8月      | A面  | おんな浜酒場                       | 喜多條忠            | 吉田正       | 斉藤恒夫     | ビクター        | SV-7240    |
| 39 | 1982年 8月      | B面  | 昨日の女                           | 石坂まさを          | 吉田正       | 斉藤恒夫     | ビクター        | SV-7240    |
| 40 | 1987年 10月21日 | A面  | 浪花の大将                         | 滝口暉子            | 和田香苗     | 湯野カオル   | テイチク        | RE-787     |
| 40 | 1987年 10月21日 | B面  | 負けなやあんた                     | 藤山寛美            | 和田香苗     | 湯野カオル   | テイチク        | RE-787     |
| 41 | 1990年 11月21日 | 01   | 会津の小鉄 〜侠客列伝入り〜        | 松島一夫 京山幸枝若 | 和田香苗     | 和田香苗     | CCA Japan       | CJDX-1     |
| 41 | 1990年 11月21日 | 02   | 港雨                               | 滝口暉子            | 和田香苗     | 坂下滉       | CCA Japan       | CJDX-1     |
| 42 | 1991年 6月21日  | 01   | 哀愁海峡                           | 西沢爽              | 遠藤実       | 湯野カオル   | CCA Japan       | CJDX-3     |
| 42 | 1991年 6月21日  | 02   | 花と竜                             | 二階堂伸            | 村田英雄     | 湯野カオル   | CCA Japan       | CJDX-3     |
| 43 | 1992年 4月21日  | 01   | 明日は他人                         | 滝口暉子            | 和田香苗     | 馬場良       | CCA Japan       | CJDX-5     |
| 43 | 1992年 4月21日  | 02   | 我が愛よ                           | 岡山翠              | 和田香苗     | 馬場良       | CCA Japan       | CJDX-5     |
| 44 | 1994年 10月21日 | 01   | 差し向かい                         | 麻こよみ            | 四方章人     | 杉村俊博     | 日本 コロムビア | CODA-506   |
| 44 | 1994年 10月21日 | 02   | 夢さがし                           | 麻こよみ            | 四方章人     | 杉村俊博     | 日本 コロムビア | CODA-506   |
| 45 | 1995年 11月1日  | 01   | あなたに出会って                   | ふじなみ女          | 中山大三郎   | 丸山雅仁     | 日本 コロムビア | CODA-741   |
| 45 | 1995年 11月1日  | 02   | ほろ酔い気分                       | 麻こよみ            | 中山大三郎   | 丸山雅仁     | 日本 コロムビア | CODA-741   |
| 46 | 1998年 11月14日 | 01   | べらんめえ女傘                     | 木下龍太郎          | 叶弦大       | 桜庭伸幸     | 日本 コロムビア | CODA-1637  |
| 46 | 1998年 11月14日 | 02   | 木遣り恋唄                         | 木下龍太郎          | 叶弦大       | 桜庭伸幸     | 日本 コロムビア | CODA-1637  |
| 47 | 2003年 10月22日 | 01   | 華の女道                           | 高橋直人            | 安藤実親     | 佐伯亮       | 日本 コロムビア | COCA-15585 |
| 47 | 2003年 10月22日 | 02   | 花いちもんめ                       | 春日ゆき            | 安藤実親     | 松井タツオ   | 日本 コロムビア | COCA-15585 |
| 48 | 2008年 9月24日  | 01   | 夢路坂                             | 高橋直人            | 安藤実親     | 佐伯亮       | 日本 コロムビア | COCA-16178 |
| 48 | 2008年 9月24日  | 02   | 修羅の旅                           | 春日ゆき            | 安藤実親     | 佐伯亮       | 日本 コロムビア | COCA-16178 |
| 48 | 2008年 9月24日  | 03   | 越前海岸                           | 白鳥園枝            | 山本寛之     | 山本寛之     | 日本 コロムビア | COCA-16178 |
| 49 | 2013年 10月23日 | 01   | 酔いどれほたる                     | 小野田洋子          | 岡千秋       | 池多孝春     | 日本 コロムビア | COCA-16776 |
| 49 | 2013年 10月23日 | 02   | 華の女道(台詞入り)                 | 高橋直人            | 安藤実親     | 佐伯亮       | 日本 コロムビア | COCA-16776 |
| 50 | 2015年 10月21日 | 01   | 深川美人                           | 掛橋わこう          | 幸斉たけし   | 石倉重信     | 日本 コロムビア | COCA-17074 |
| 50 | 2015年 10月21日 | 02   | さすらい女節                       | 菅麻貴子            | 神代臣       | 石倉重信     | 日本 コロムビア | COCA-17074 |
| 51 | 2017年 11月22日 | 01   | おんな流れ花                       | 志賀大介            | 武野良       | 石倉重信     | 日本 コロムビア | COCA-17359 |
| 51 | 2017年 11月22日 | 02   | 涙色のタンゴ                       | 桜井幸介            | 千寿二郎     | 武井正信     | 日本 コロムビア | COCA-17359 |
| 52 | 2021年 4月21日  | 01   | My Valentine 〜2月14日に生まれて〜 | 美樹克彦            | KOSEI        | 小倉良       | 日本 コロムビア | COCA-17868 |
| 52 | 2021年 4月21日  | 02   | 新宿ブルース (ギター弾き語りVer.)  | 滝口暉子            | 和田香苗     | 斉藤功       | 日本 コロムビア | COCA-17868 |

#### デュエット・シングル
| 発売日     | デュエット | 曲順 | タイトル       | 作詞   | 作曲     | 編曲     | レーベル        | 規格品番 |
| ---------- | ---------- | ---- | -------------- | ------ | -------- | -------- | --------------- | -------- |
| 1966年 2月 | 大下八郎   | A面  | 北海道百年音頭 | 鳥井実 | 山路進一 | 山路進一 | 日本 コロムビア | SAS-655  |

#### 企画シングル
| 発売日     | 名義                                           | 曲順 | タイトル     | 作詞     | 作曲   | 編曲   | レーベル        | 規格品番 |
| ---------- | ---------------------------------------------- | ---- | ------------ | -------- | ------ | ------ | --------------- | -------- |
| 1966年 2月 | 大下八郎 扇ひろ子 青葉純子 松山まさる 東ひかり | B面  | お月見おどり | 丘灯至夫 | 船村徹 | 船村徹 | 日本 コロムビア | SAS-649  |

#### 委託制作盤
| 発売日      | 曲順 | タイトル     | 作詞                | 作曲     | 編曲     | 規格品番 | 備考               |
| ----------- | ---- | ------------ | ------------------- | -------- | -------- | -------- | ------------------ |
| 1968年 11月 | A面  | 宮島ブルース | 石本美由起 馬場冬樹 | 後藤康直 | 和田香苗 | PES-7083 | 推選：宮島観光協会 |

### アルバム
| 発売日         | タイトル                                      | レーベル       | 規格 | 規格品番   |
| -------------- | --------------------------------------------- | -------------- | ---- | ---------- |
| 1966年6月      | 扇ひろ子の花のステージ                        | 日本コロムビア | LP   | ALS-4165   |
| 1967年3月      | 二人は若い－扇ひろ子の魅力－                  | 日本コロムビア | LP   | ALS-4214   |
| 1967年6月      | 新宿ブルース－扇ひろ子の魅力(その2)－         | 日本コロムビア | LP   | ALS-4232   |
| 1968年3月      | 扇ひろ子 女ごころを歌う                       | 日本コロムビア | LP   | ALS-4319   |
| 1971年         | 演歌の世界                                    | MCAレコード    | LP   | JMC-5023   |
| 1971年         | 女とギター                                    | MCAレコード    | LP   | JMC-5044   |
| 1974年         | 女と港町                                      | ビクター       | LP   | SJX-190    |
| 1980年         | 扇ひろ子                                      | ビクター       | LP   | SJX-30041  |
| 1988年5月21日  | 新宿ブルース                                  | 日本コロムビア | CD   | 28CA-2338  |
| 1991年5月21日  | 熱唱 扇ひろ子/会津の小鉄〜侠客列伝入り〜      | CCA Japan      | CD   | CJCX-101   |
| 1993年9月21日  | 新宿ブルース                                  | 日本コロムビア | CD   | COCA-11030 |
| 1995年11月1日  | 全曲集 あなたに出会って【歌手生活30周年記念】 | 日本コロムビア | CD   | COCA-12967 |
| 1997年11月29日 | 歌謡ベスト16                                  | 日本コロムビア | CD   | COCA-14615 |
| 2008年9月24日  | 全曲集                                        | 日本コロムビア | CD   | COCP-35172 |
| 2013年2月20日  | スター☆デラックス 扇ひろ子                    | 日本コロムビア | CD   | COCP-37835 |
| 2014年5月21日  | プレミアム・ベスト2014                        | 日本コロムビア | CD   | COCP-38541 |
| 2016年11月23日 | 全曲集2016                                    | 日本コロムビア | CD   | COCP-39734 |
| 2017年11月22日 | 全曲集2017                                    | 日本コロムビア | CD   | COCP-40139 |

### タイアップ曲
| 年     | 楽曲             | タイアップ                             |
| ------ | ---------------- | -------------------------------------- |
| 1968年 | 花のしずく       | フジテレビ系ドラマ『花のしずく』主題歌 |
| 1968年 | なみだ川         | フジテレビ系ドラマ『花のしずく』挿入歌 |
| 1969年 | 仁義             | 映画『昇り竜 鉄火肌』主題歌            |
| 1970年 | 女のみだれ花     | 映画『女無頼』主題歌                   |
| 1970年 | ひとりぼっちの唄 | 映画『女無頼』挿入歌                   |

## NHK紅白歌合戦出場歴
| 年度/放送回 | 曲目         | 対戦相手 |
| --- | ------------ | -------- |
| 1967年（昭和42年）/第18回 | 新宿ブルース | 春日八郎 |
| 1968年（昭和43年）/第19回 | みれん海峡   | 村田英雄 |
| - 第19回は歌唱映像が現存する。 - 第19回は『思い出の紅白歌合戦』（NHK-BS2）で、扇の歌唱を含め全編が再放送されている。 - 第18回も映像は現存するが、扇の歌唱映像については詳細不明。 |              |          |

## 受賞
- 第56回日本レコード大賞（2014年） - 功労賞